# Нітуй
Нітуй (рос. Нитуй) — річка в Російській Федерації, що протікає на острові Сахалін. Довжина річки — 83 км. Площа водозабірного басейну — 535 км². Бере початок на північний схід від гори Молдавська Камишового хребта. Протікає з північного заходу на південний схід. Впадає в затоку Терпіння Охотського моря.